# تشارلز ماكينتوش

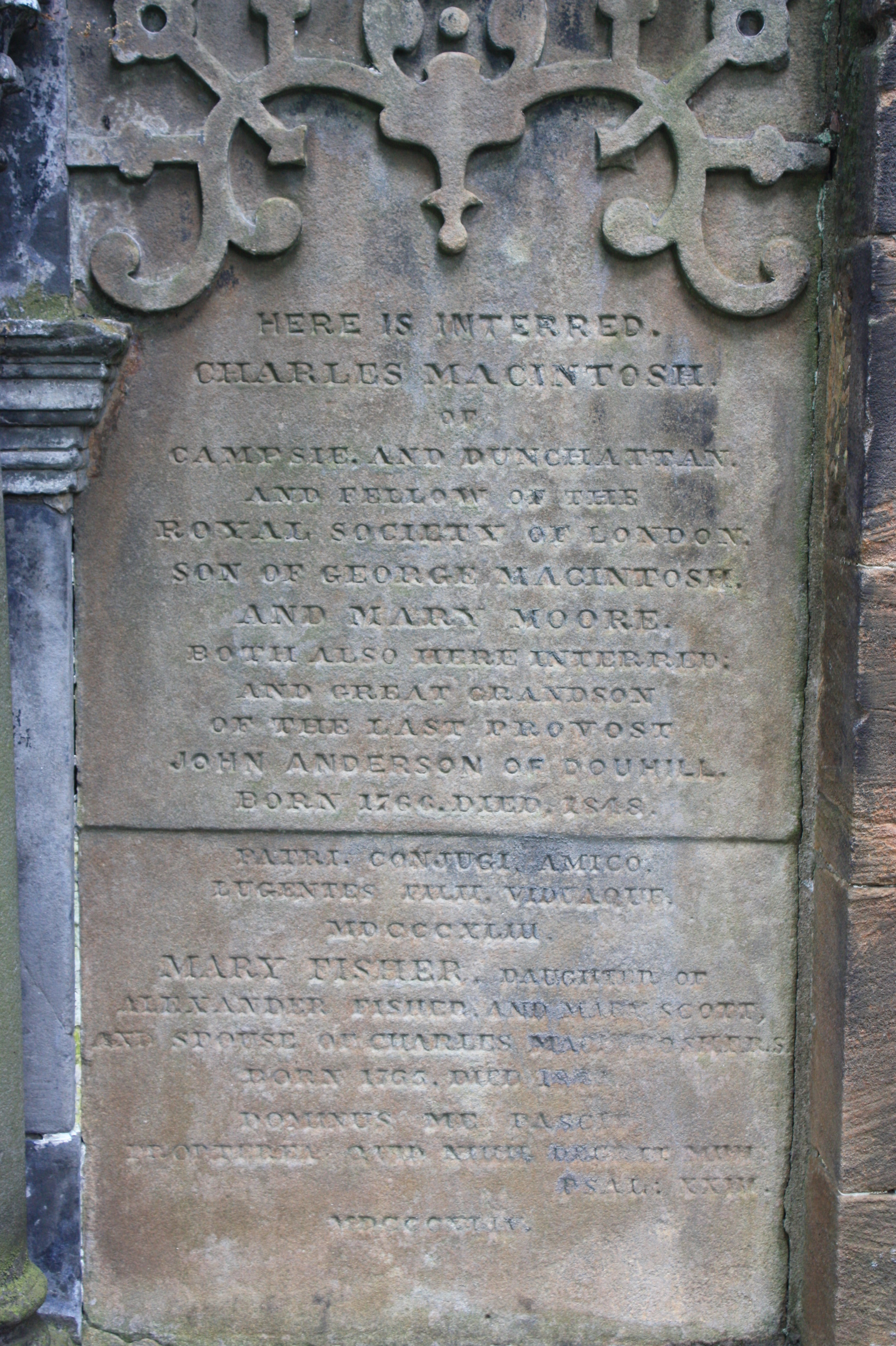
قبر تشارلز ماكينتوش، كاتدرائية غلاسكو.

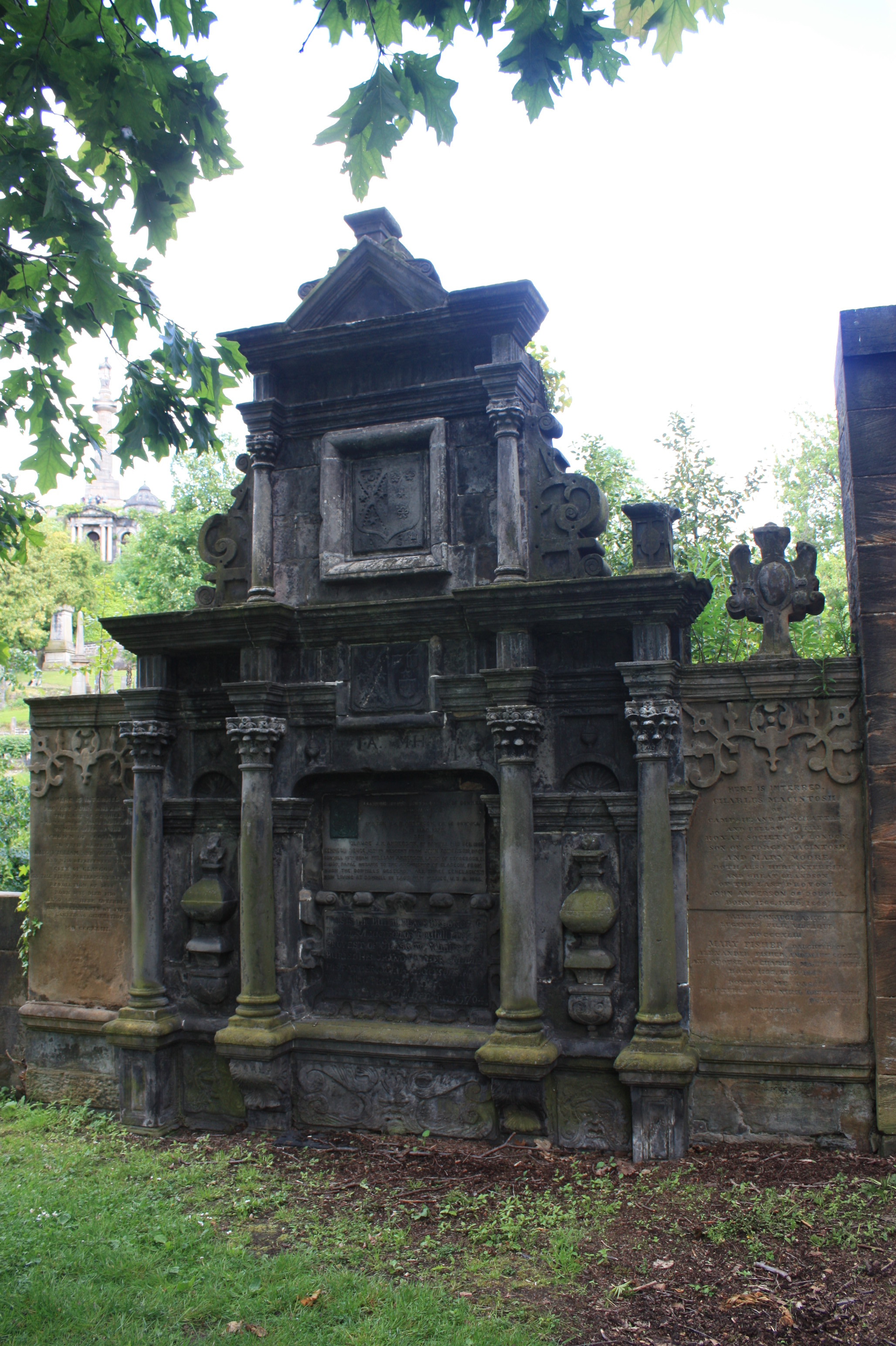
قبر عميد أندرسون، كاتدرائية غلاسكو. يتم سرد ماكنتوش على الحق كما حفيده كبير.

كان الكيميائي الاسكتلندي ومخترع نسيج مقاوم للماء - تشارلز ماكنتوش  (25 يوليو 1843 - 29 ديسمبر 1766). يسمى معطف واق من المطر ماكينتوش (هجاء البديل هو الآن قياسي) من بعده.

## سيرة ذاتية
ولد ماكنتوش فيغلاسكو، اسكتلندا، ابن جورج ماكنتوش وماري مور، وكان يعمل أولا كالكاتب. تزوج ماكنتوش ماري فيشر في عام1790، وهي ابنة الكسندر فيشر، وهو تاجر غلاسكو. كان لديهم ابن واحد، جورج ماكنتوش (1791-1848).
تشارلز كرس وقت فراغه لعلم، ولا سيما الكيمياء، وقبل كان 20 استقال الإكلينيكي له لتولي صناعة المواد الكيميائية. في هذا كان ناجحا للغاية واخترع عمليات جديدة مختلفة. أدت تجاربه مع النفتا (أحد مشتقات القطران) لاختراعه من قماش مضاد للماء. كان جوهر اختراعه في ترسيخ اثنين من سمك القماش مع المطاط الطبيعي. ويتكون المطاط القابل للذوبان بفعل من النفتا. في عام 1823، وانتخب زميلا للجمعية الملكية لاكتشافاته الكيميائية.
في عام 1828، أصبح شريكا مع جيمس بومونت نيلسون في شركة لاستغلال البراءة رسائل عن الانفجار الساخن تهب من الأفران العالية، التي أنقذت كبير على استهلاك الوقود.
توفي تشارلز في 1843 ودفن في مقبرة كاتدرائية غلاسكو. ودفن مع والديه في أرض جده العظيم، جون أندرسون من ، الرب نائب مدير الجامعة غلاسكو. يضاف اسمه إلى النصب القرن ال17 والتي تقف ضد الجدار الحدودي الشرقي. يوجد نصب تذكاري الثانوي أواخر القرن ال19 أيضا، في الجرانيت الأحمر المصقول، قليلا إلىالشمال، حيث ذكر تشارلز مرة أخرى على قبر ابنه، جورج.
يوم 29 ديسمبر عام 2016، والذكرى السنوية 250 من ولادته، وجوجل دودل اختيار ماكنتوش موضوعه.

## روابط خارجية
- "Charles MacIntosh". Science on the Streets. مؤرشف من الأصل في 2019-05-31. اطلع عليه بتاريخ 2021-04-24.

- تحوي هذه المقالة معلومات مترجمة من الطبعة الحادية عشرة لدائرة المعارف البريطانية لسنة 1911 وهي الآن ضمن الملكية العامة.